# Встановлювач буїв

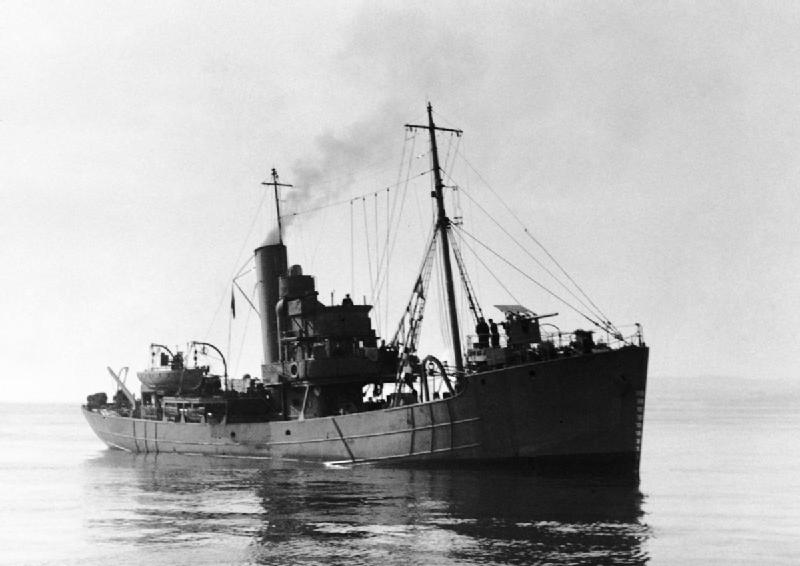
HMS Sir Galahad, траулер типу "Раунд Тейбл", був перероблений на встановлювач буїв в 1944 та брав участь у висадці в Нормандії

Встановлювач буїв — тип корабля, що включався у флотилії тральщиків під час та у перші роки після Другої світової війни. Це зазвичай були невеликі траулери, обладнані для установки буїв.
Установка буїв була важливою частиною мінно-тральних операцій. Тому з'явилися катери чи невеликі кораблі, спеціально призначені для виконання цієї функції. Завдання встановлювача буїв полягало у супроводженні тральщиків, які очищали від мін певну акваторію, та позначення розчищених каналів для проходу кораблів. Такі позначки допомагали тральщикам здійснювати тралення без пропусків, не витрачаючи час на повторне проходження вже протраленої зони. Зазвичай встановлювачі буїв застосовувались, коли флотилії тральщиків необхідно було очистити від мін значну акваторію.